# مالین کریگ
مالین کریگ (انگلیسی: Malin Craig; ۵ اوت ۱۸۷۵ – ۲۵ ژوئیهٔ ۱۹۴۵) ژنرال نیروی زمینی ایالات متحده آمریکا بود، که در فاصله سال‌های ۱۹۳۵ تا ۱۹۳۹ به‌عنوان چهاردهمین رئیس ستاد نیروی زمینی ایالات متحده آمریکا فعالیت می‌کرد.
کریگ فعالیت نظامی را از سال ۱۸۹۸ در نیروی زمینی آمریکا آغاز کرد، از ۱۹۱۷ تا ۱۹۱۸ رئیس ستاد لشکر ۴۱ پیاده بود، از ۱۹۱۸ تا ۱۹۱۹ به‌عنوان رئیس ستاد ارتش سوم فعالیت می‌کرد، از ۱۹۲۰ تا ۱۹۲۳ فرمانده مدرسه سواره نظام نیروی زمینی بود، از ۱۹۲۸ تا ۱۹۳۰ به‌عنوان فرمانده منطقه کانال پاناما فعالیت می‌کرد و در فاصله سال‌های ۱۹۳۰ تا ۱۹۳۵ فرماندهی سپاه نهم را برعهده داشت،
وی در جنگ آمریکا و اسپانیا، جنگ فیلیپین و آمریکا، جنگ جهانی اول و جنگ جهانی دوم حضور داشت و در سال ۱۹۴۵ پس از ۴۷ خدمت، از نیروهای مسلح آمریکا بازنشسته شد.